# 広島県民主医療機関連合会
広島県民主医療機関連合会（ひろしまけんみんしゅいりょうきかんれんごうかい）は、全日本民主医療機関連合会（民医連）の地方組織であり、広島県を活動地域とする。略称は広島民医連。
事務局は広島県広島市南区出汐1-3-16に置く。
加盟法人は3病院、8医科診療所、3歯科診療所、多数の看護介護事業所、10保険薬局、また保育所やフィットネスを広島県下で広く事業展開している。

## 加盟法人
（この節の出典）
- 社会医療法人社団健生会
- 広島中央保健生活協同組合
  - 福島生協病院
  - 生協さえき病院
- 広島医療生活協同組合
  - 広島共立病院
- 福山医療生活協同組合
- 社会福祉法人備後の里
- 株式会社ピーエムシー企画
- 株式会社ハーモニー
- 広島県医療事業協同組合

## 奨学金制度
- 医学生、歯学生、薬学生に対し奨学金制度を設けている[3]。